# فصل شکار (بازی ویدئویی)
فصل شکار (به انگلیسی: Open Season) یک بازی بازی اکشن و ماجراجویی است که بر اساس فیلمی با فصل شکار ساخته شده‌است. این بازی در ۱۹ سپتامبر ۲۰۰۶ برای پلی‌استیشن ۲، پلی‌استیشن همراه، مایکروسافت ویندوز، گیم بوی ادونس، اکس‌باکس، اکس‌باکس ۳۶۰، نینتندو دی‌اس و گیم‌کیوب منتشر شده‌است.

## بازخورد
| گردآورنده  | امتیاز |
| ---------- | --- |
| گیم‌رنکینگز | گیم بوی ادونس: ۷۵٪ دی‌اس: ۷۲٪ پی‌اس‌پی: ۶۷٪ گیم‌کیوب: ۶۲٪ اکس‌باکس: ۶۱٪ اکس‌باکس ۳۶۰: ۵۹٪ رایانه شخصی: ۵۸٪ پلی‌استیشن ۲: ۴۸٪ وی: ۴۵٪ |
| متاکریتیک  | دی‌اس:۷۲٪ اکس‌باکس: ۵۹٪ اکس‌باکس ۳۶۰: ۵۹٪ گیم کیوب: ۵۹٪ رایانه شخصی: ۵۸٪ پلی‌استیشن ۲: ۵۷٪ وی: ۴۹٪                                |

به گفته متاکریتیک، این بازی در همه سیستم عامل‌ها به جز نسخه وی، نظرات «مختلط یا متوسط» دریافت کرده‌است که نظرات «به طور کلی نامطلوب» را دریافت کرده‌است.